# جامعة ولاية مالانغ
جامعة ولاية مالانغ (بالإنجليزية: State University of Malang)‏ هي منطقة سكنية تقع في إندونيسيا في جاوة الشرقية.